# Francesco Montanari
Francesco Montanari (San Giacomo Roncole, 22 gennaio 1822 – Vita, 6 giugno 1860) è stato un patriota e militare italiano.

## Biografia

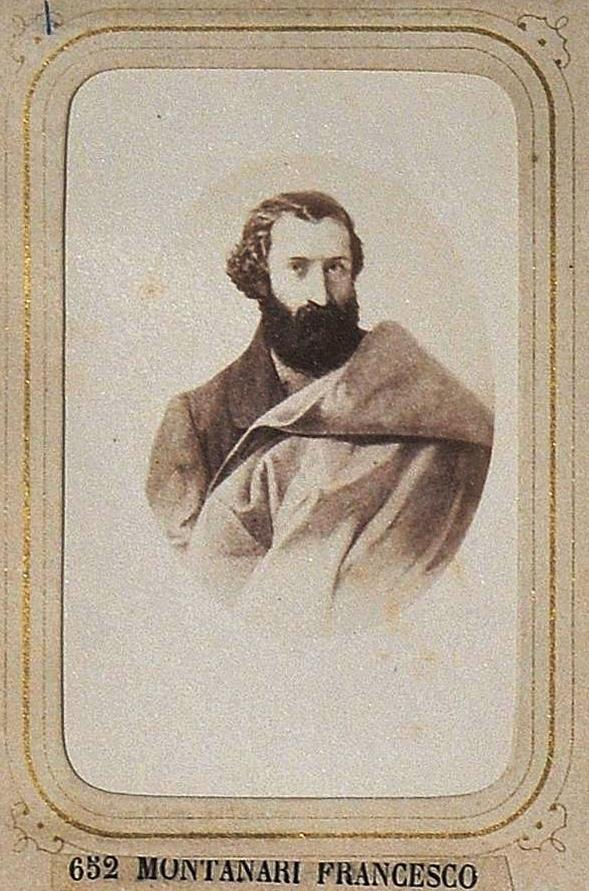
Francesco Montanari

Figlio di Luigi Montanari fu Innocenzo e Maria Ruosi, all'età di due anni rimase orfano del padre; caduta la famiglia in assoluta povertà, viene portato dal fratello don Pietro Montanari alla Mirandola, dove studia al ginnasio di Mirandola e alla scuola tecnica.
Proveniente dalla famiglia localmente nota come "Bozzolino", si votò da giovanissimo alle idee liberali, sull'esempio del padre che aveva preso parte ai moti carbonari del 1830-1831. Approfittando dell'accesso agli studi militari anche per le famiglie non nobili, decretato da Francesco V, frequentò dal 1842 l'Istituto dei Cadetti Matematici Pionieri presso l'Accademia Militare Estense di Modena, uscendone laureato in ingegneria e con il grado di ufficiale.
Durante la prima guerra d'indipendenza del 1848 si arruolò nell'esercito piemontese e combatté nella battaglia di Governolo, ottenendo la promozione a capitano. Dopo la disfatta di Custoza, abbandonò l'esercito sabaudo per partecipare ad una sommossa in Sicilia contro i Borbone, ma la ribellione fu sconfitta. Si unì allora ai difensori della Repubblica Romana, dove conobbe Giuseppe Garibaldi, divenendone amico e collaboratore. In seguito alla cacciata dei repubblicani ad opera delle truppe francesi, Montanari scappa con Garibaldi verso Venezia per aiutare la rivolta contro gli austriaci, ma la sua barca venne intercettata e lui arrestato e deportato a Capodistria.

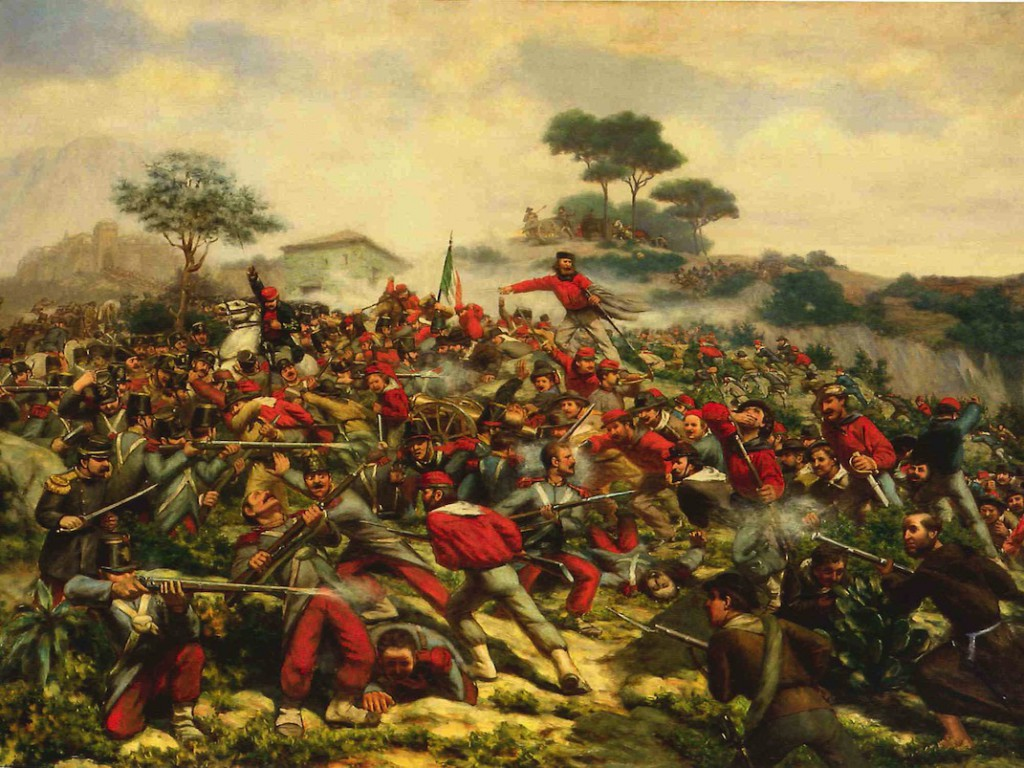
La battaglia di Calatafimi (olio su tela di Remigio Legat), uno degli episodi più decisivi della Spedizione dei Mille, combattuta il 15 maggio 1860.

Ritornato alla Mirandola, riprese gli studi matematici pur mantenendo stretti legami con gli irredentisti. Nel 1851 accettò l'incarico dei patrioti mantovani di studiare le fortezze di Mantova e Verona, al fine di trovare il modo di occuparle con un colpo di mano, nella progettata insurrezione mazziniana. Travestito da mugnaio, riuscì ad entrare nella fortezza di Mantova, per consegnare alla guarnigione un carico di farina e tracciare una pianta della fortezza e un piano d'attacco. La scoperta del complotto mantovano da parte della polizia austriaca lo costrinse alla fuga verso Venezia. Fu catturato dopo un inseguimento di alcuni giorni e tradotto nelle carceri di Mantova. Una parte delle planimetrie gli fu trovata addosso, mentre la parte già conclusa fu rinvenuta nell'abitazione di don Enrico Tazzoli. Condannato a 12 anni di carcere duro, la pena fu poi tramutata in esilio nel 1854. Montanari fu esule prima a Genova e successivamente a Lugano, dove sposò Chiara Antonini.
Nella seconda guerra d'indipendenza, fu capitano di stato maggiore tra i Cacciatori delle Alpi e combatté a San Fermo e Varese. Inviato a guidare un distaccamento in Val Camonica, comandò l'assalto da Ponte di Legno che costrinse alla resa gli austriaci asserragliati a difesa del Passo del Tonale.
In seguito all'armistizio di Villafranca, Garibaldi gli affidò l'incarico di organizzare un battaglione di Bersaglieri emiliani, ma pochi mesi dopo interruppe il lavoro per partecipare alla Spedizione dei Mille. Fu colpito in modo grave durante la battaglia di Calatafimi. L'ultimo ordine ai suoi garibaldini lanciati all'assalto, come ricorda Giuseppe Cesare Abba, fu: "Rispettate il nemico, rispettate i feriti! Sono italiani anch'essi!".
Colpito da una fucilata al ginocchio e femore destri, venne trasportato con l'ambulanza allestita nel vicino paese di Vita, dove subì l'amputazione della gamba incancrenita, ma spirò poche ore più tardi.
Sepolto in maniera semplice nel cimitero di Salemi fino al 1892, le sue spoglie riposano nel sacrario di Pianto Romano.

## Ricordo

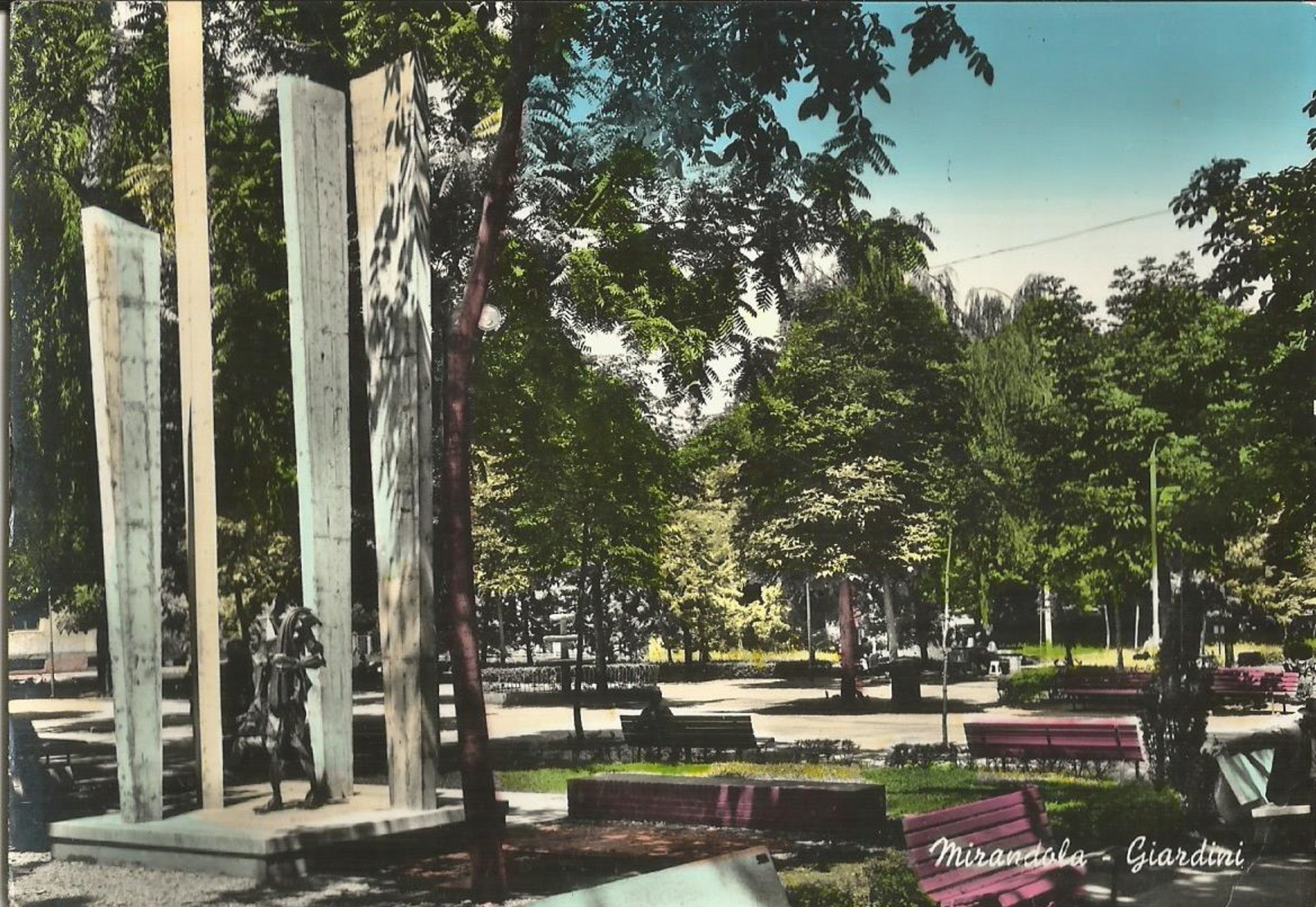
Monumento a Francesco Montanari nel parco "Nino Lolli" a Mirandola

A Francesco Montanari è dedicata una via nel centro storico della sua città natale
Nel 1961, in occasione del centenario dell'unità d'Italia, l'amministrazione comunale di Mirandola commissionò un monumento commemorativo nel parco pubblico "Nino Lolli" (giardini alti), realizzato dallo scultore modenese Mario Adani in collaborazione con l'architetto Tiziano Lugli. La scultura in bronzo, ispirata al movimento futurista, è circondata da cinque alte steli in cemento armato ricche di citazioni.